# Beaumont-la-Ferrière
Beaumont-la-Ferrière è un comune francese di 139 abitanti situato nel dipartimento della Nièvre nella regione della Borgogna-Franca Contea.

## Società

### Evoluzione demografica
Abitanti censiti